# Dobrzęcino
Dobrzęcino (deutsch Dubberzin) ist ein Dorf im Nordwesten der polnischen Woiwodschaft Pommern und gehört zur Stadt-und-Land-Gemeinde Kobylnica (Kublitz) im Kreis Słupsk (Stolp).

## Geographische Lage
Dobrzęcino liegt südwestlich der Kreisstadt Słupsk (Stolp) und 1 Kilometer westlich des Dorfes Słonowice (Groß Schlönwitz) an einer Straße, die Reblino (Reblin) an der Landesstraße 6 (ehemalige deutsche Reichsstraße 2, heute auch Europastraße 28) Danzig–Stettin mit Tychowo ((Wendisch) Tychow) an der Woiwodschaftsstraße 209 Sławno (Schlawe) – Bytów (Bütow) verbindet, Die nächste Bahnstation ist Słonowice an der Staatsbahnlinie 405 Piła (Schneidemühl) – Ustka (Stolpmünde).
Nachbarorte von Dobrzęcino sind: Komorczyn (Kummerzin) im Norden, Słonowice (Groß Schlönwitz) im Osten, Wrząca (Franzen) und Kczewo (Egsow) im Süden sowie Żabno (Segenberg) im Westen.

## Geschichte
Das Gutsdorf Dubberzin, bestehend aus dem Gutshof mit Landarbeiterhäusern, war im Mittelalter ein von Kleistsches Lehen, von dem jedoch zwischen 1550 und 1640 die von Belows die Hälfte besaßen. Seit 1770 war das Lehen ganz in der Hand des Heinrich Joachim Reinhold von Krockow, der verschiedene Rechte anderer Familien abgelöst hatte. Im Jahre 1851 gelangt das Gut in den Besitz der Freiherren von Wolzogen, deren Familie es bis 1945 behält.
Das Gut mit einer Größe von 580 Hektar widmete sich speziell dem Kartoffelsaatanbau, der Milchwirtschaft und Fischerei.
1818 lebten in Dubberzin 132 Einwohner. Ihre Zahl stieg bis 1885 auf 199 und betrug 1925 schließlich 215. Danach wurde der Ort nach Groß Schlönwitz (Słonowice) eingemeindet und gehörte damit auch zum Amt Franzen (Wrząca) im Landkreis Schlawe i. Pom. im Regierungsbezirk Köslin der preußischen Provinz Pommern. Franzen war auch zuständiges Standesamt, während das Amtsgericht Schlawe zuständig war.
Nach 1945 kam Dubberzin infolge des Krieges unter polnische Verwaltung und ist heute als Dobrzęcino ein Teil der Gmina Kobylnica im Powiat Słupski der Woiwodschaft Pommern (bis 1998 Woiwodschaft Stolp).

## Kirche
Dubberzin war bis 1945 in das evangelische Kirchspiel Groß Schlönwitz (Słonowice) eingepfarrt und gehörte zum Kirchenkreis Schlawe der Kirchenprovinz Pommern der Kirche der Altpreußischen Union. Das Kirchenpatronat für Dubberzin übte zuletzt die Gutsbesitzerin Rosalie Freiin von Wolzogen aus. Katholische Kirchenangehörige waren nach Stolp (Słupsk) zugeordnet.
Nach 1945 blieb Dobrzęcino in der – nunmehr römisch-katholischen – Pfarrei Słonowice, die in das Dekanat Sławno im Bistum Köslin-Kolberg der Katholischen Kirche in Polen integriert ist. Heute hier lebende evangelische Kirchenglieder betreut jetzt das Pfarramt in Słupsk in der Diözese Pommern-Großpolen der Evangelisch-Augsburgischen Kirche in Polen.

## Schule
Die Kinder von Dubberzin besuchten bis 1945 die Schule in Groß Schlönwitz.